# Nass-in-Nass-Druck
Bei den heutigen Druckmaschinen können mehrere Farben in einem Durchgang gedruckt werden. Dabei sind die einzelnen Druckfarben noch nicht trocken, wenn die nächste Druckfarbe auf den Druckträger (meistens Papier) kommt. Daher spricht man vom Nass-in-Nass-Druck. Im Gegensatz dazu war bei früheren Druckmaschinen und Verfahren die erste Farbe meistens schon getrocknet, weil zwischen den einzelnen Druckgängen zu viel Zeit verstrichen war. Man spricht dann vom Nass-auf-Trocken-Druck.